# Gustau Camps-Valls
Gustau Camps-Valls (Valencia, 8 de marzo de 1972) es un físico e ingeniero electrónico, investigador y profesor de la Universidad de Valencia. Es reconocido internacionalmente por sus aportaciones en los campos de la inteligencia artificial, aprendizaje automático, teledetección y en sus aplicaciones para las ciencias de la tierra y el clima.

## Carrera e investigación
Licenciado y doctorado en Física por la Universidad de Valencia en 2002. Actualmente es profesor catedrático de Ingeniería Electrónica en dicha universidad. Es el director del grupo de investigación Image & Signal Processing (ISP), un grupo interdisciplinar enfocado en el desarrollo y aplicación de algoritmos de inteligencia artificial para modelar y entender sistemas complejos como el cerebro, la Tierra, el clima y las interacciones entre la biosfera y la antroposfera.
Su investigación se centra en el desarrollo y aplicación de algoritmos de IA para monitorear el planeta desde el espacio, comprender procesos y eventos extremos, el cambio climático, y lograr una Tierra sostenible. Para ello, ha contribuido en el campo del aprendizaje automático, principalmente en métodos kernel, redes neuronales y causalidad (estadística), junto al análisis de datos de imágenes de teledetección y de la observación de la Tierra. Las actividades de investigación del prof. Camps-Valls han resultado en más de 250 artículos de revistas internacionales, 25 capítulos de libros, y en la edición de 5 libros sobre teledetección y ciencias de la Tierra, procesamiento de imágenes y aprendizaje automático. Gustau coordina varios proyectos europeos en su área de investigación (XAIDA, DeepCube, ELLIS, ELISE) y ha prestado asistencia a la industria aeroespacial (ESA, EUMETSAT, NASA). Destacan dos proyectos del European Research Council (ERC): un ERC Consolidator grant "SEDAL: Statistical Learning for Earth Observation Data Analysis" y un ERC Synergy grant "USMILE: Understanding and Modeling the Earth System with Machine Learning" para el avance de la IA en las ciencias de la Tierra y el clima.

## Premios y reconocimientos
Gustau Camps fue incluido como Investigador Altamente Citado de Clarivate en 2011, 2021 y 2022, Thomson Reuters ScienceWatch identificó sus actividades como Fast Moving Front Research, y Essential Science Indicators lo identificó como el autor del artículo más citado en el área de ingeniería en 2011 en su trabajo sobre la introducción de métodos de kernel a la comunidad de teledetección y geociencias. Un artículo suyo sobre fusión de información con kernels recibió el premio Google Classic Paper.
Gustau Camps ha sido miembro del Comité de Programa de conferencias internacionales (IEEE, SPIE, European Geosciences Union, American Geophysical Union), y Presidente del Programa Técnico en IEEE IGARSS 2018 y en AISTATS 2022. Ha participado en comités técnicos del IEEE GRSS y del IEEE SPS, como editor asociado de 5 revistas del IEEE, y ha sido reconocido como Distinguished Lecturer por el IEEE GRSS (2017-2019) para promover la IA en las ciencias de la Tierra a nivel global. Desde 2019, Gustau es miembro del European Laboratory for Learning and Intelligent Systems (ELLIS) y coordina el programa de investigación "Machine Learning for Earth and Climate Sciences" de ELLIS, un nodo de la Academia Doctoral de IA (i-AIDA) para el avance de la IA en Europa. Está involucrado en la serie de seminarios ITU AI for Good para la diseminación de la IA y la sostenibilidad. Participa en otras actividades regionales como valgrAI, que coordina la formación e investigación en IA en la Comunidad Autónoma de Valencia. En 2018, fue elevado a IEEE Fellow en dos sociedades (Geociencias y Procesamiento de Señales), desde 2019 es Invited Professor Fellow de la ESA PhiLab, desde 2021 actúa como miembro de la junta de la European Science Foundation asesorando a ESA, la UE y agencias espaciales nacionales, y en 2022 fue elevado a miembro de la Academia Europea de Ciencias (EurASc), la Academia Europæa (AE) y la Asociación Asia-Pacífico de Inteligencia Artificial (AAIA). El Prof. Camps-Valls ha recibido dos subvenciones del Consejo Europeo de Investigación (ERC) en dos áreas diferentes: una subvención ERC Consolidator "Statistical Learning for Earth Observation Data Analysis." (2015) y una subvención ERC Synergy "Understanding and Modelling the Earth System with Machine Learning" (2019) para avanzar en la IA para las Ciencias de la Tierra y del Clima.